# 烏蘇瑟烏鄉
46°04′N 21°49′E / 46.067°N 21.817°E
烏蘇瑟烏鄉（羅馬尼亞語：Comuna Ususău, Arad），是羅馬尼亞的鄉份，位於該國西部，由阿拉德縣負責管轄，面積135平方公里，海拔高度144米，2011年人口1,392，人口密度每平方公里10人。